# Rafał Skibiński
Rafał Skibiński (Marek Skibiński; ur. 12 grudnia 1953 w Gdyni, zm. 5 grudnia 1987 w Nowym Targu) – dominikanin zaangażowany w duszpasterstwo akademickie i niepełnosprawnych.

## Życiorys
Był synem Edwarda, oficera żeglugi morskiej, i Marii, nauczycielki. W 1972 ukończył I Liceum Ogólnokształcące w Gdyni. Studiował matematykę w Toruniu, której nie ukończył, bo w 1976 wstąpił do zakonu dominikanów. Po odbyciu nowicjatu w Poznaniu złożył pierwsze śluby zakonne, otrzymując imię Rafał. Po studiach teologicznych w Krakowie, 17 grudnia 1983 otrzymał święcenia kapłańskie. Jako kapłan był początkowo duszpasterzem pomocniczym w duszpasterstwie akademickim "Beczka" w Krakowie, a od stycznia 1986 został duszpasterzem "Beczki" i Wspólnoty Odnowy w Duchu Świętym "Nowe Życie". Prowadził jednocześnie duszpasterstwo osób niepełnosprawnych "Klika" i opiekował się "Mandragorą", czyli grupą młodych poetów skupionych wokół klasztoru dominikanów w Krakowie. Organizował wystawy w "Galerii na Krużgankach". Co roku był przewodniczył grupie dominikańskiej podczas Krakowskich Pieszych Pielgrzymek na Jasną Górę.
Zginął w wypadku samochodowym 5 grudnia 1987 na Spiszu, w okolicach Białki, niosąc pomoc osobie niepełnosprawnej. Zmarł w szpitalu w Nowym Targu. Jest pochowany na Cmentarzu Rakowickim, w grobowcu oo. Dominikanów.